# Pierre Garsau
Pierre Garsau (né le 7 novembre 1961 à Oran, en Algérie,, et mort le 9 mai 1997, est un joueur français de water-polo en activité dans les années 1980 et 1990.
Joueur du Cercle des nageurs de Marseille, il est le capitaine de l'équipe de France lors des tournois des Jeux olympiques 1988 (10e place) et de 1992 (11e).
En son hommage, le bassin de cinquante mètres du Cercle des nageurs de Marseille et le trophée de la coupe de France de water-polo masculin portent son nom.